# Broomer (joc video)
Broomer este un joc gratis. Jocul a fost lansat pe 22 august 2012.